# 川原湯温泉
川原湯温泉（かわらゆおんせん）は、群馬県吾妻郡長野原町（旧・上野国）にある温泉。

## 泉質
- 含食塩石膏硫化水素泉

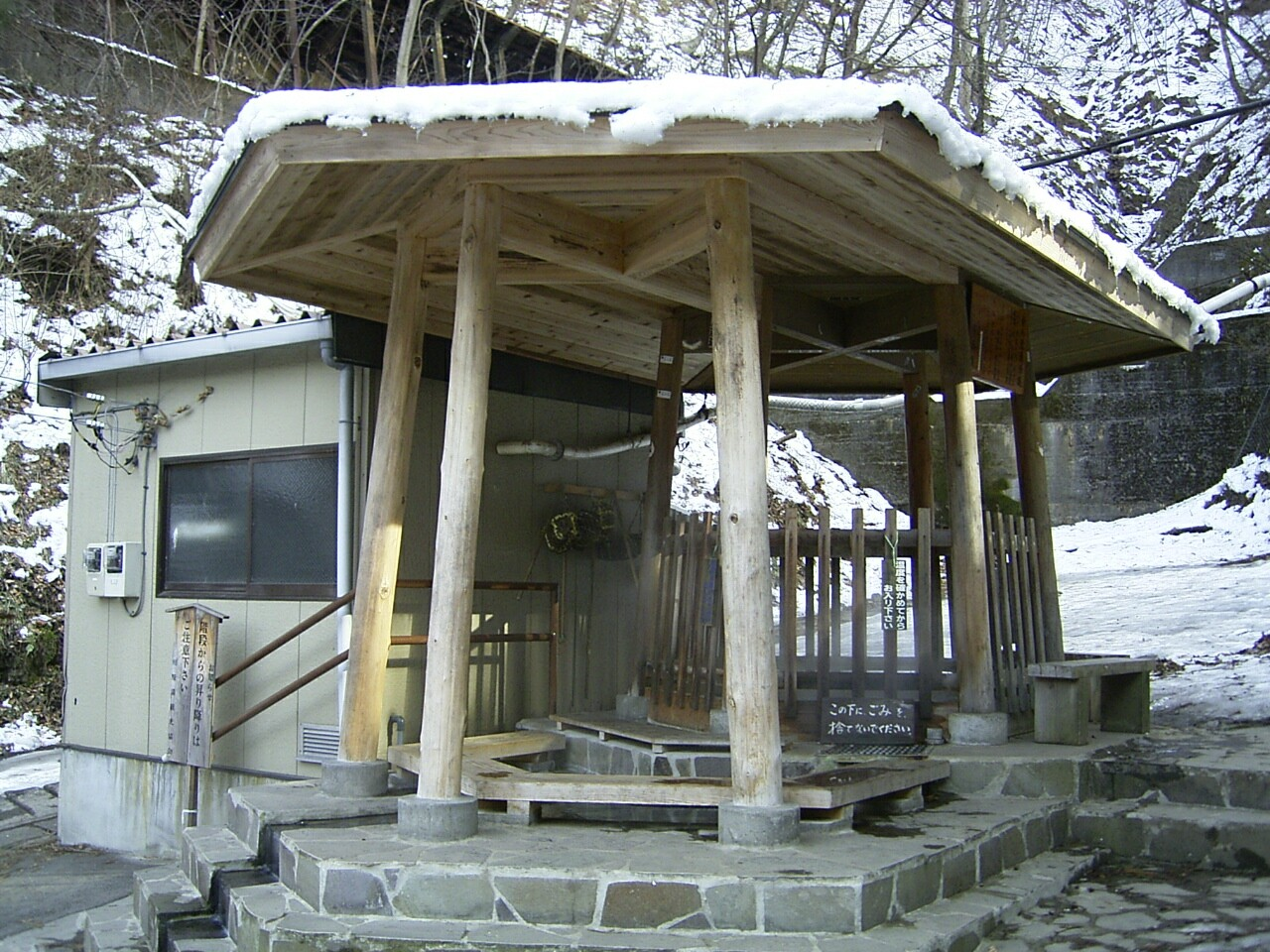
新源泉

## 温泉街

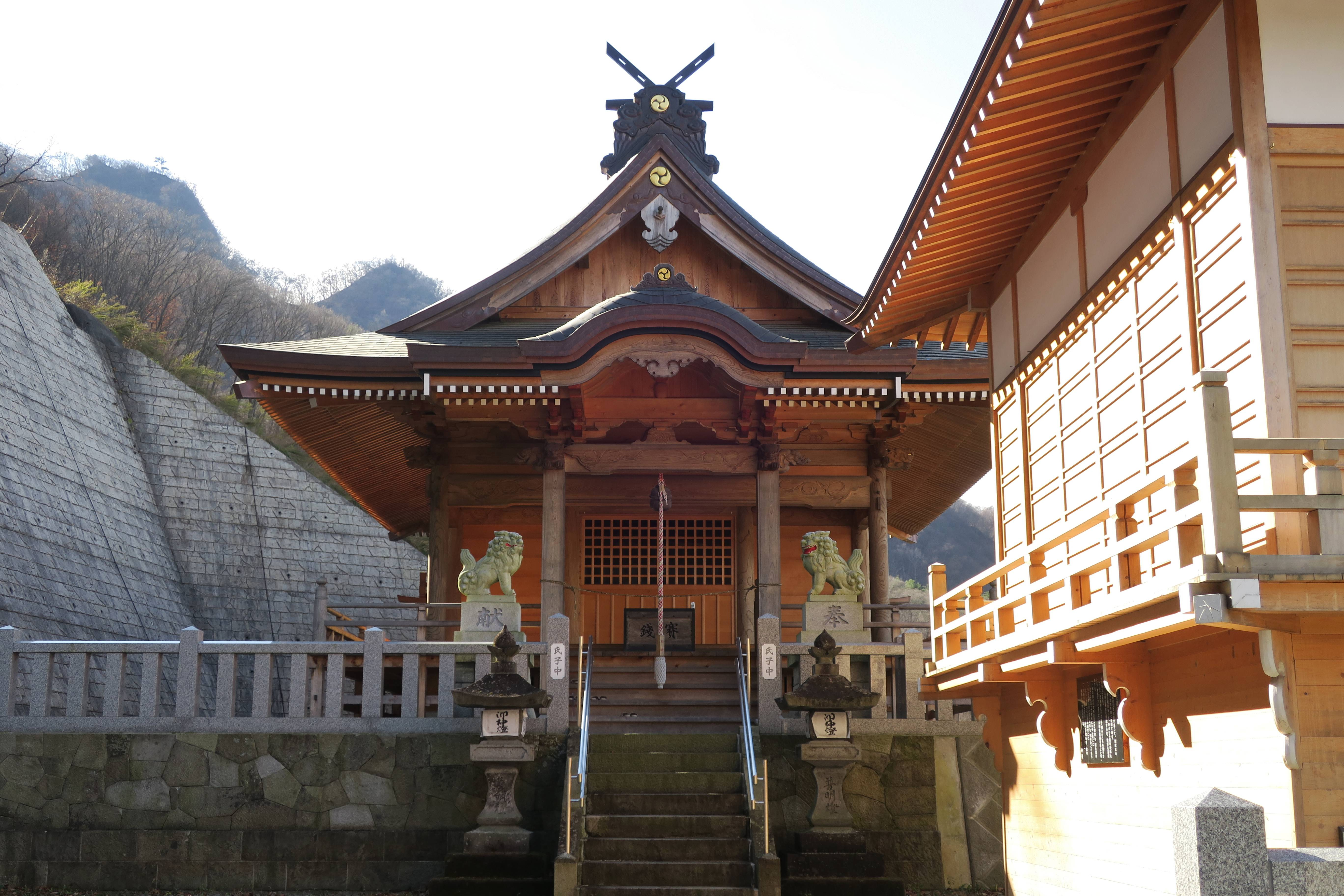
川原湯神社

- 八ッ場ダムの建設により、元々の温泉街のあった場所は、ダムにより形成された八ッ場あがつま湖（ダム湖）に水没した。そのため、旧温泉街より南側の高台に旅館などを移転して新温泉街を造成し、湖畔の温泉として変貌している。
- 源泉は、旧来より存在する自然湧出泉をダム建設に伴いコンクリート井筒で保護・ポンプ揚水させた「元の湯」と、新温泉地にボーリング掘削で掘り当てられた「新湯」がある。
- 旧温泉街の共同浴場は2014年（平成26年）6月30日の「王湯」の閉館をもって全て閉鎖され[2]、「王湯」は翌月5日より高台にある新源泉のもと王湯会館として営業を再開した[3]。新源泉は高温のため、源泉にて温泉卵を作る光景がよく見られる。また、新源泉の近くでは足湯が楽しめるようになっている。

### 新温泉街
- 吾妻川の南側の高台に位置。旅館が6軒、飲食施設が3軒存在する[4]。
- 共同浴場は「王湯」のみ存在する。

### 旧温泉街
- 吾妻川の谷間の上部に位置し、道路沿いに数軒の旅館がひしめく様に存在した。
- 共同浴場は「王湯」「笹湯」、混浴の「聖天様露天風呂」が存在した。

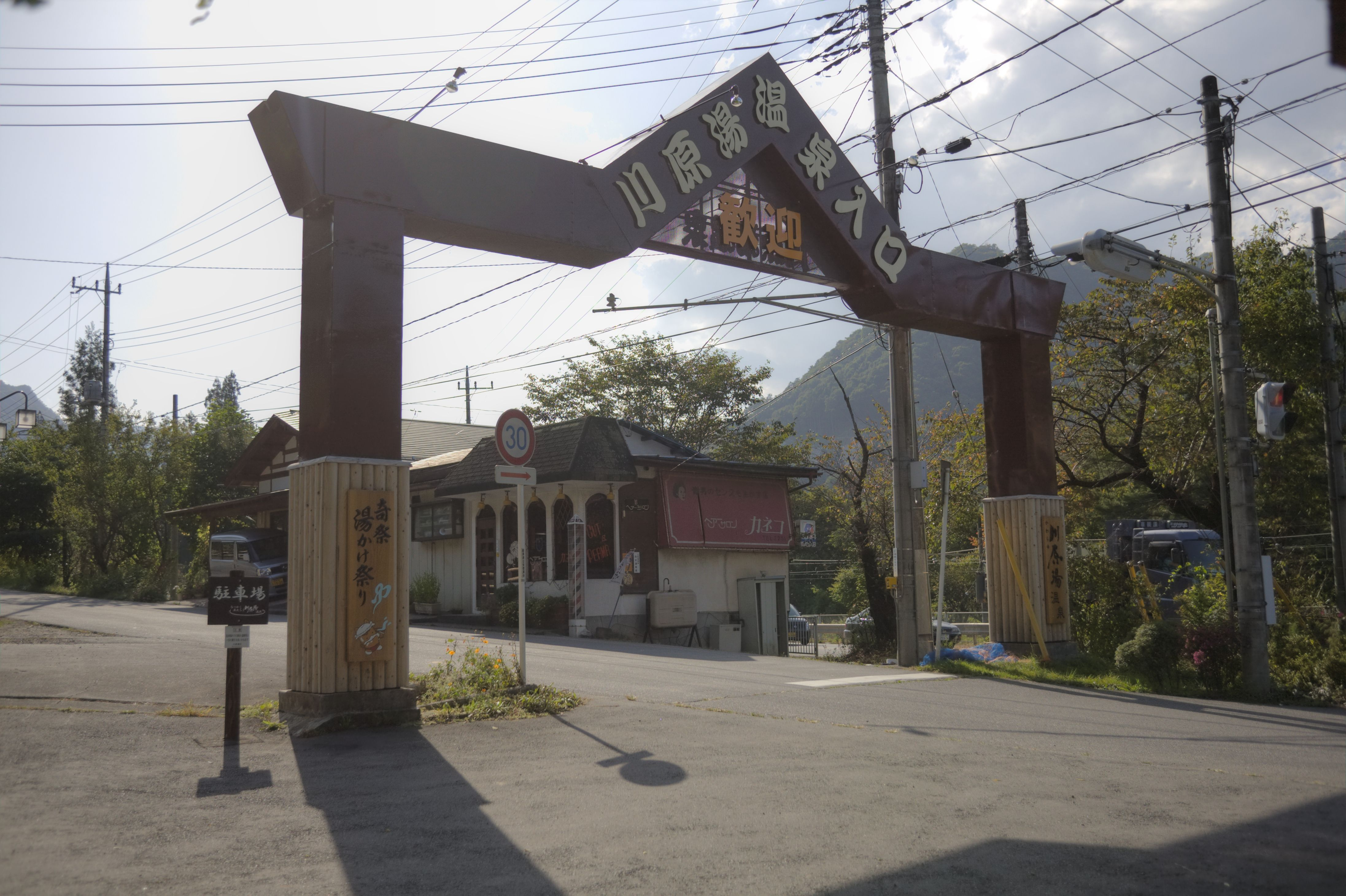
旧温泉街入口（2009年）
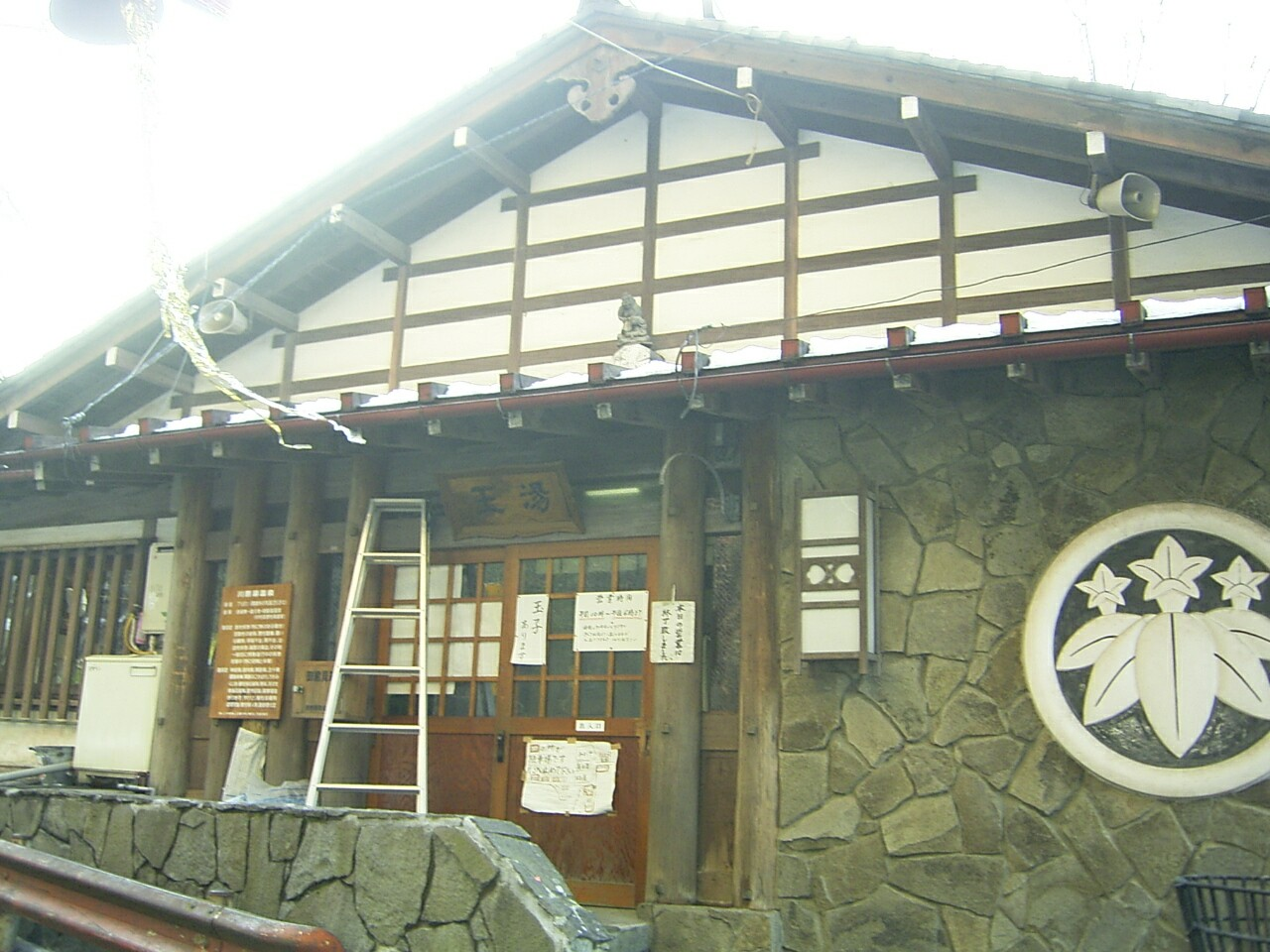
旧王湯（2007年）
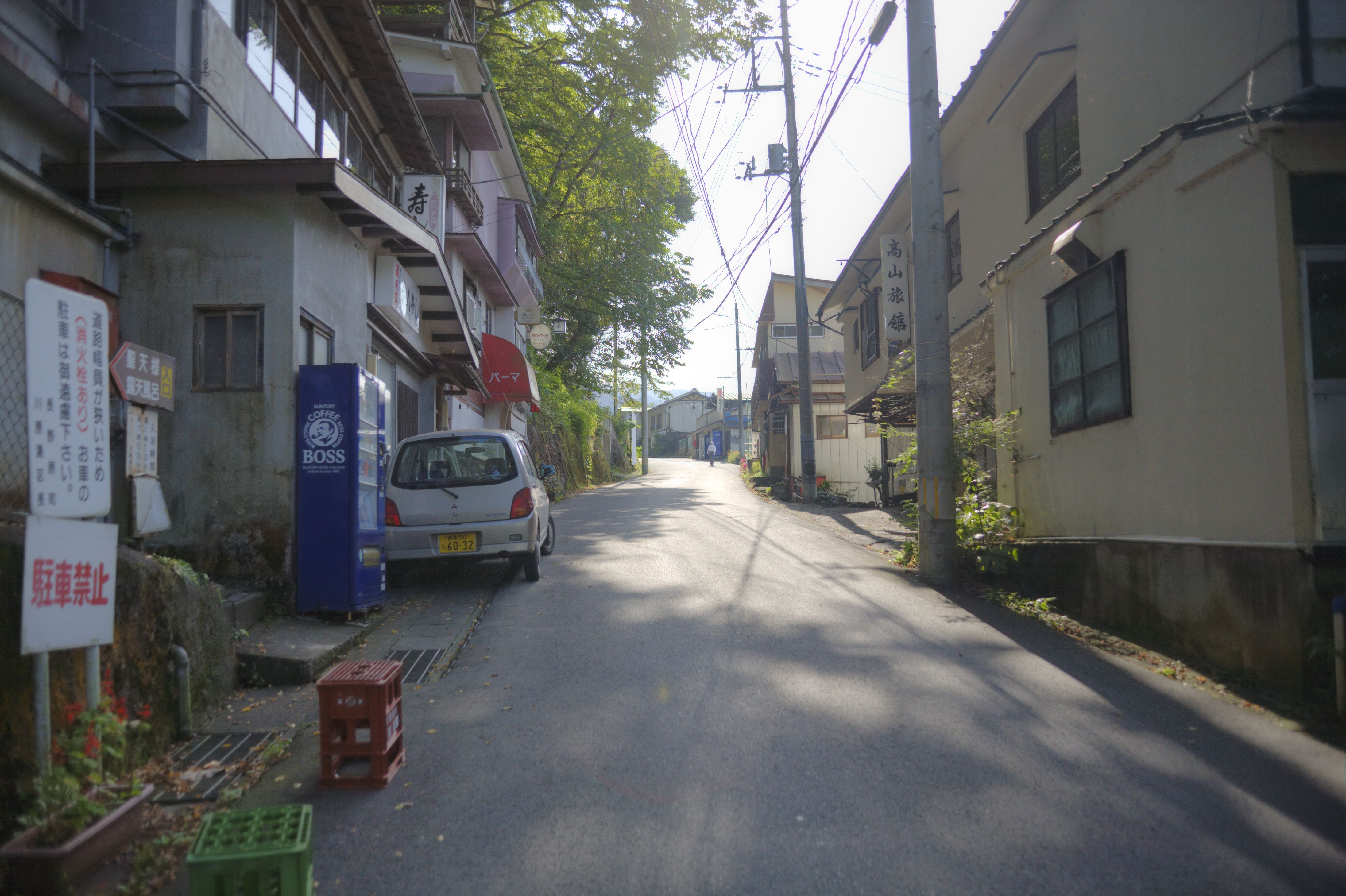
高山旅館前（2009年）
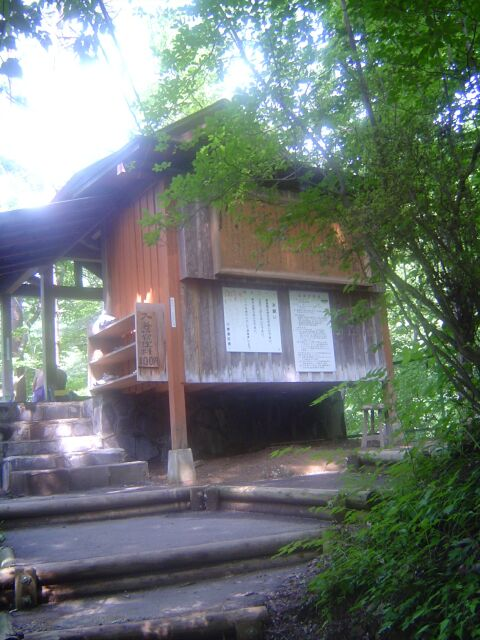
聖天様露天風呂（2005年撮影、2013年閉鎖）

### 湯かけ祭り

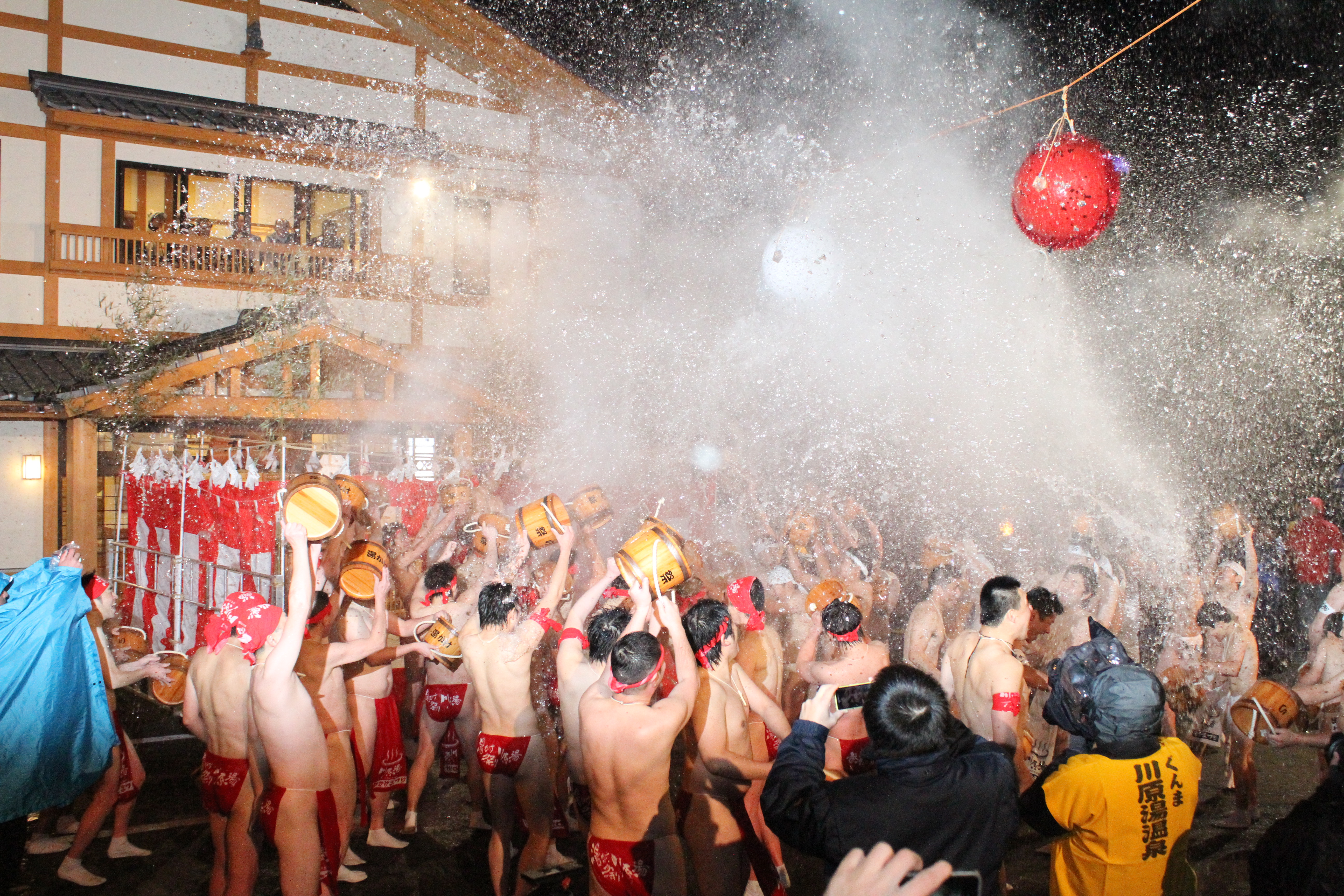
湯かけ祭り

- 温泉街で行われる祭で、奇祭とも言われる。源頼朝が温泉を発見（後述）してから400年ほど経った頃、突然温泉が枯渇した。村人が湯元に様子を見に行くとゆで卵の臭いがしたので、鶏を生贄に祈願したところ湯が再び湧き、それを祝って湯を掛け合ったのが始まりとされる[5]。
- 毎年1月20日の大寒の未明に行われ、褌を紅白の色で区別し、2手に分かれ褌一丁で「お祝いだ、お祝いだ」と叫びながら、お湯を掛け合う。最後に鶏の入ったくす玉が割れ、鶏を捕まえた者は運が良いとされる。ちなみに「お祝いだ」の掛け声は「お湯湧いた」から変化したと言われている。
- 2019年、朝日新聞社は、1940年頃に子ども向けに作製した映像ニュース「アサヒホームグラフ」に、当時のゆかけ祭りの映像が残っていたとして公開した[6]。

## 歴史
1193年（建久4年）に、源頼朝が狩をしている最中に発見したとされる。共同浴場の「王湯」にはそれに因んで源氏の家紋（笹竜胆【ササリンドウ】）が掲げられている。

### 八ッ場ダム建設問題
八ッ場ダム#現状を参照。

## アクセス
- 鉄道：東日本旅客鉄道（JR東日本）吾妻線川原湯温泉駅下車徒歩約15分。